# Erythrodiplax attenuata
Erythrodiplax attenuata är en trollsländeart som först beskrevs av Kirby 1889.  Erythrodiplax attenuata ingår i släktet Erythrodiplax och familjen segeltrollsländor. Inga underarter finns listade i Catalogue of Life.